# غراهام نولان
غراهام نولان (بالإنجليزية: Graham Nolan)‏ هو فنان قصص مصورة أمريكي، ولد في 12 مارس 1962.

## وصلات خارجية
- غراهام نولان على موقع IMDb (الإنجليزية)